# Kanał Wawerski

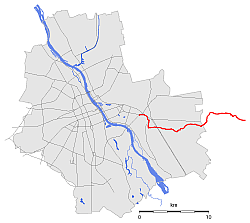
Kanał Wawerski (czerwona linia) na tle konturu Warszawy.

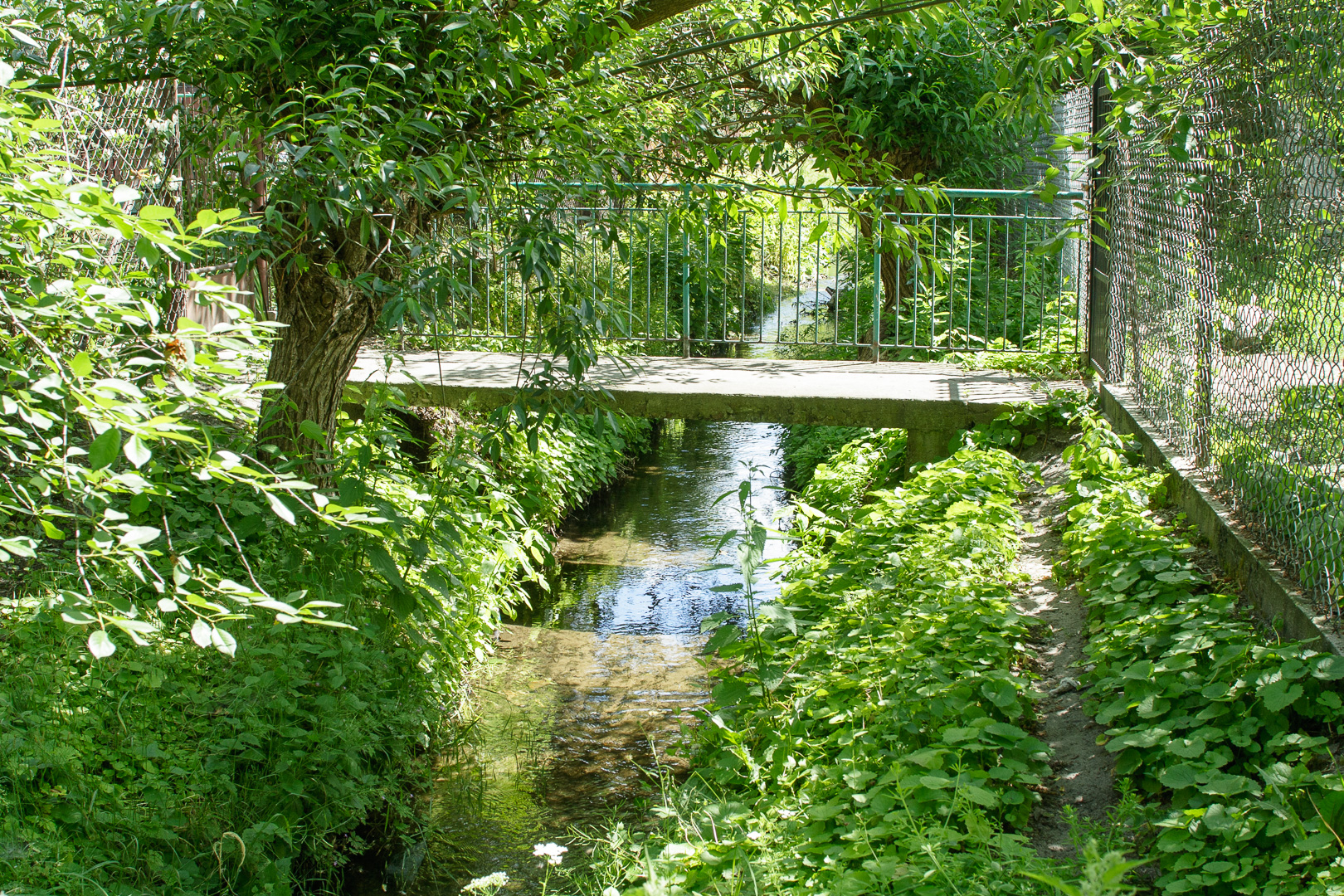
Kanał Wawerski w Wawrze.

Kanał Wawerski – ciąg wodny w województwie mazowieckim, mający źródło w Halinowie położonym tuż na wschód od Warszawy oraz ujście w warszawskiej dzielnicy Wawer, w miejscu oddzielenia będącego jego przedłużeniem Kanału Nowa Ulga oraz ujścia Kanału Kawęczyńskiego przy zbiegu Trasy Siekierkowskiej i ulicy Ostrobramskiej.

## Przebieg
Ważniejsze punkty na trasie przebieg Kanału Wawerskiego są następujące:
- źródło: miejscowość Halinów-obszar wiejski położona tuż na wschód od Warszawy[1]
- miejsce ujścia Dopływu z Izabeli[6] w warszawskiej dzielnicy Wesoła, tuż przy granicy miasta
- miejsce oddzielenia Kanału Nowe Ujście[6] w warszawskiej dzielnicy Wawer
- ujście: miejsce oddzielenia będącego jego przedłużeniem Kanału Nowa Ulga oraz ujścia Kanału Kawęczyńskiego[1][a][6][4][5][b] w Wawrze, przy zbiegu Trasy Siekierkowskiej i ulicy Ostrobramskiej

(źródło i ujście według Państwowego Rejestru Nazw Geograficznych PRNG)
Istnieją jednak bardzo poważne rozbieżności co do przebiegu końcowego odcinka Kanału Wawerskiego. W wielu źródłach, w tym na planach Warszawy odcinek Kanału Wawerskiego od miejsca oddzielenia Kanału Nowe Ujście do końca jest uważany za początkowy fragment Kanału Nowa Ulga,część.  i in., co jest niezgodne z nazewnictwem historycznym.
Z kolei początkowy odcinek położony na wschód od Warszawy nie odpowiada przebiegowi międzywojennego Kanału Kamionkowsko-Wawerskiego.

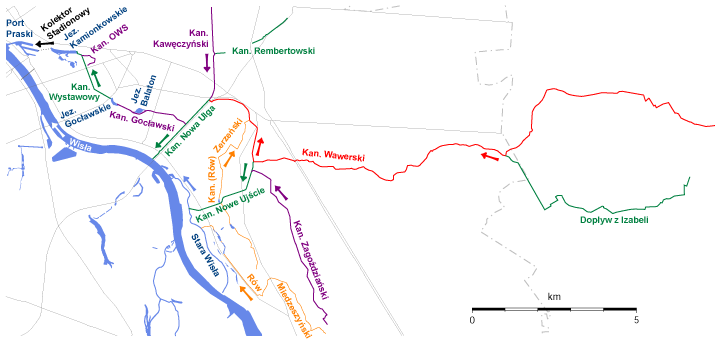
Kanał Wawerski i inne kanały melioracyjne Niziny Wawerskiej - plan.

## Historia

### Zanim zbudowano kanał

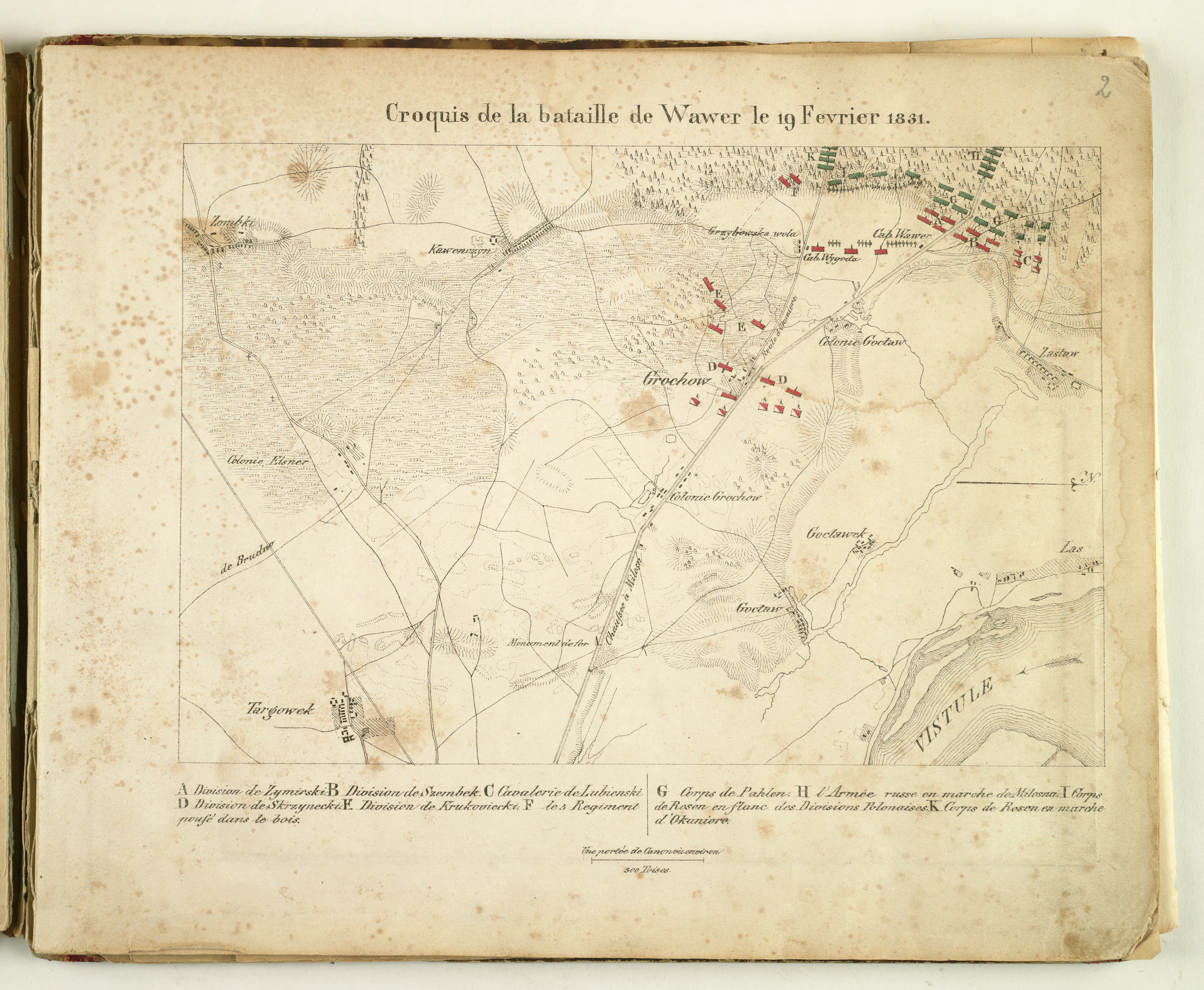
Ciągnący się od Zastowa do Gocławia ciek wodny na wydanym w 1833 roku szkicu I bitwy pod Wawrem powstania listopadowego 1831 r.

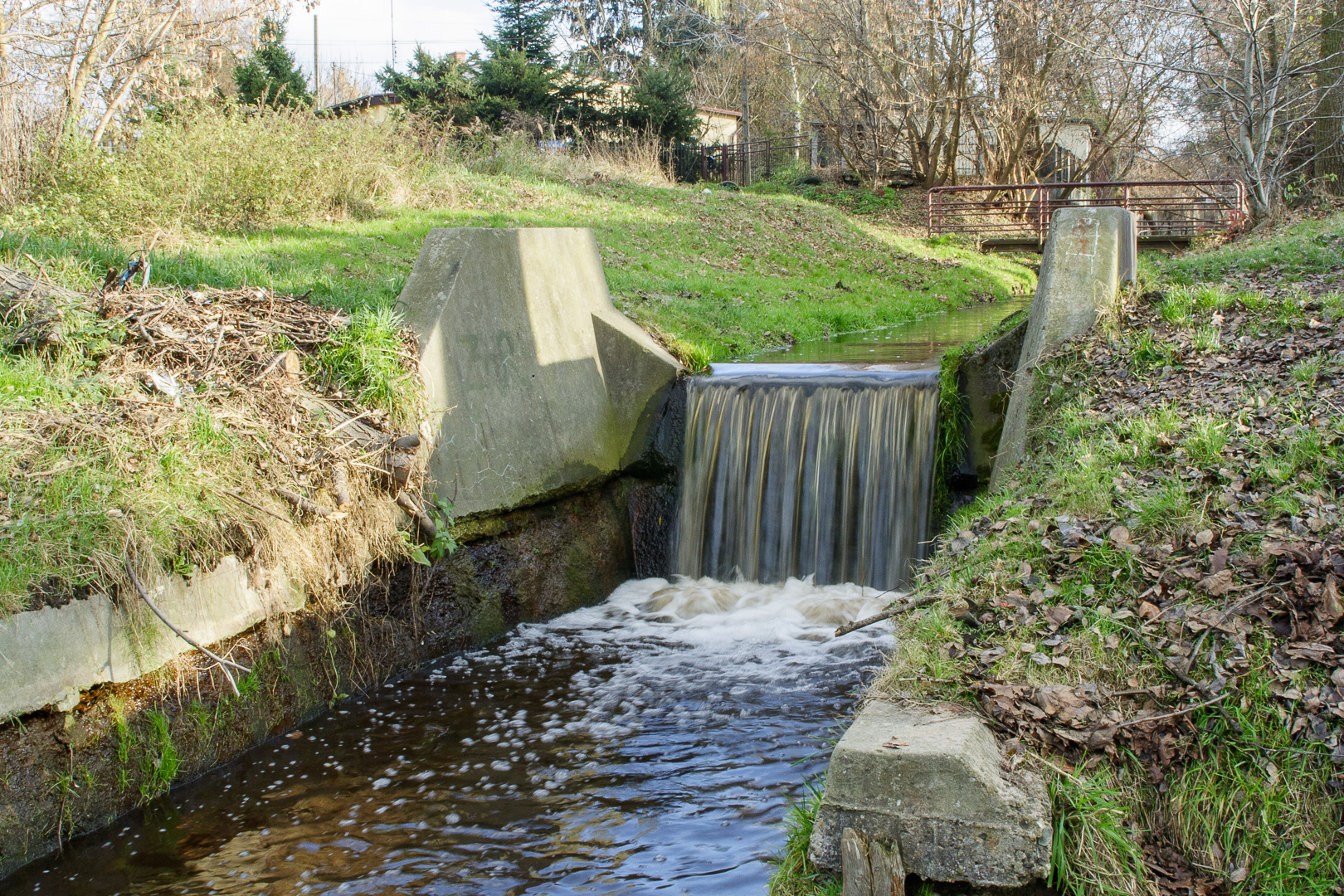
Kanał Wawerski - kaskada k/ul. Leśniczówka na Zakolu Wawerskim. Kanał pokonuje tutaj część różnicy wysokości pomiędzy tarasem nadzalewowym (Praskim, IIa) a zalewowym.

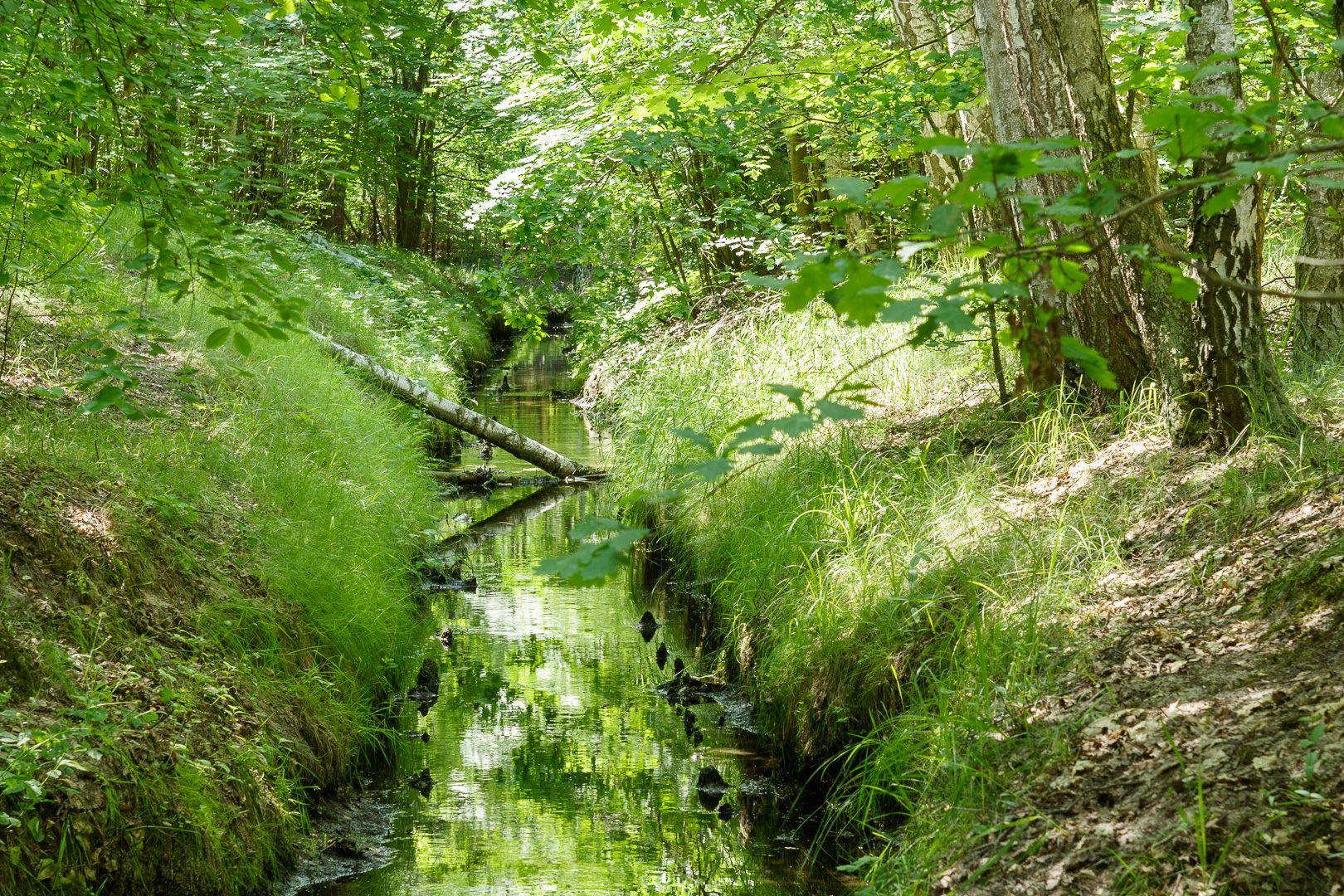
Kanał Wawerski w Międzylesiu.

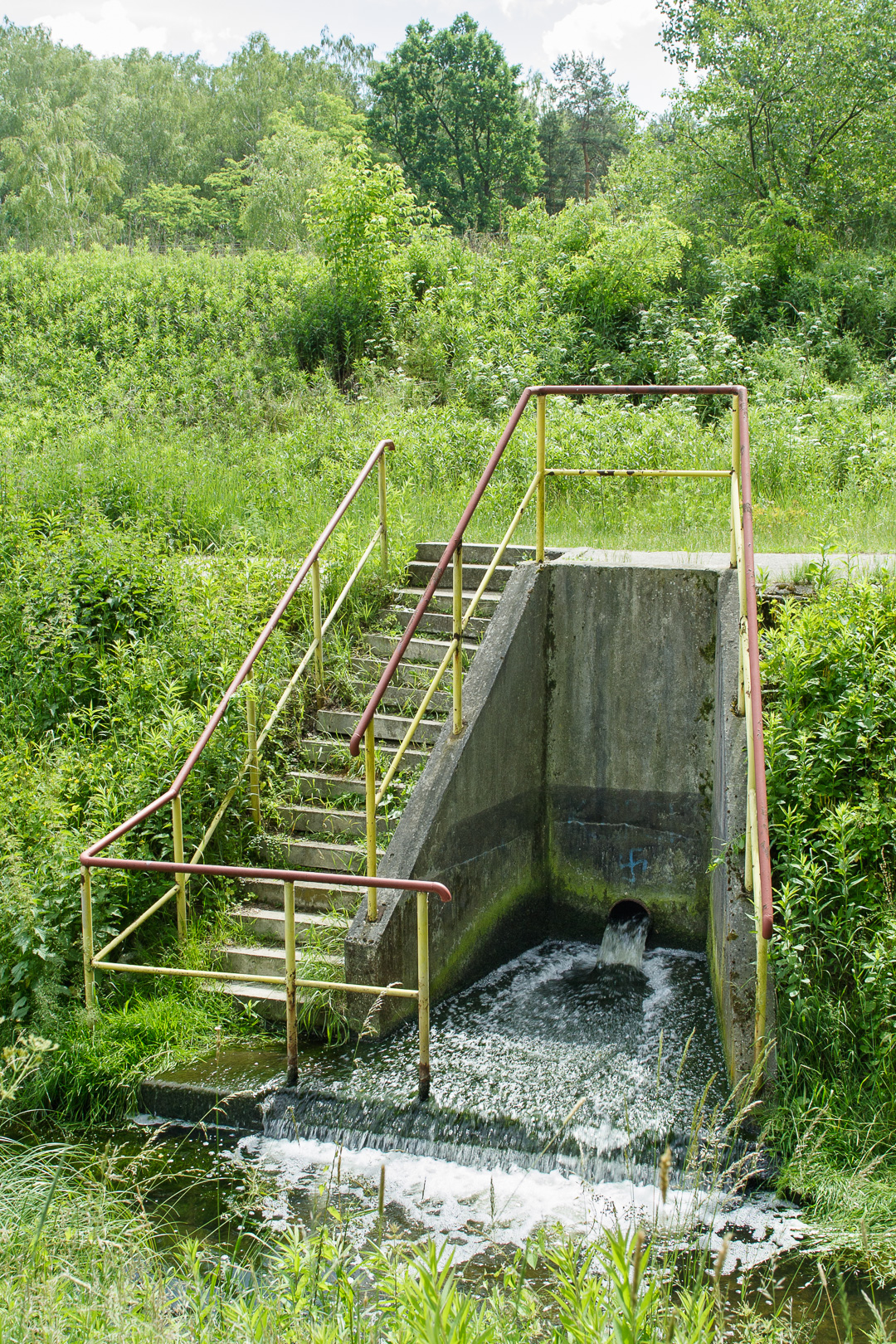
Kanał Wawerski - spust wody oczyszczalni ścieków „Cyraneczka” w Starej Miłośnie.

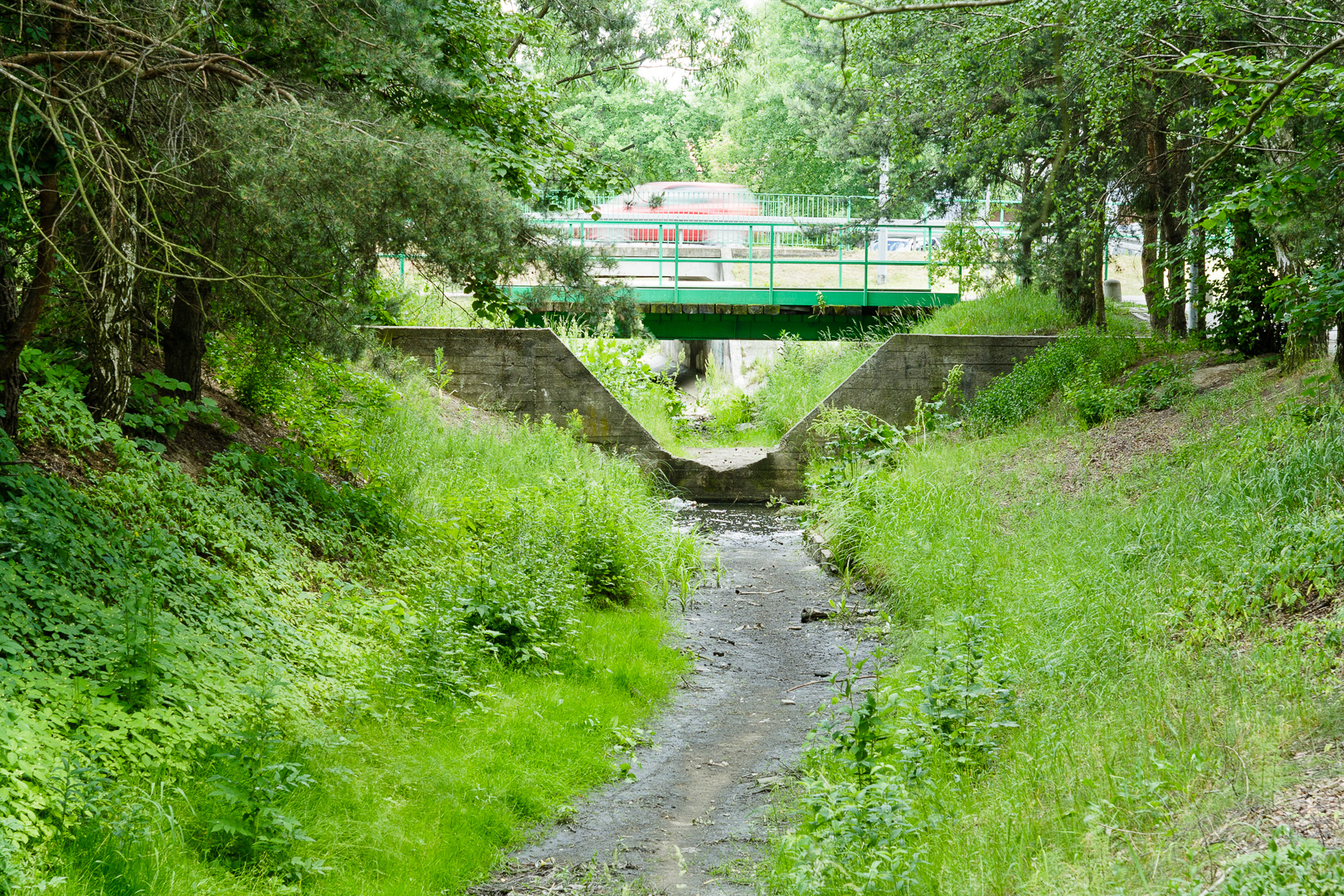
Kanał Wawerski - jaz z przelewem trapezowym w Starej Miłośnie.

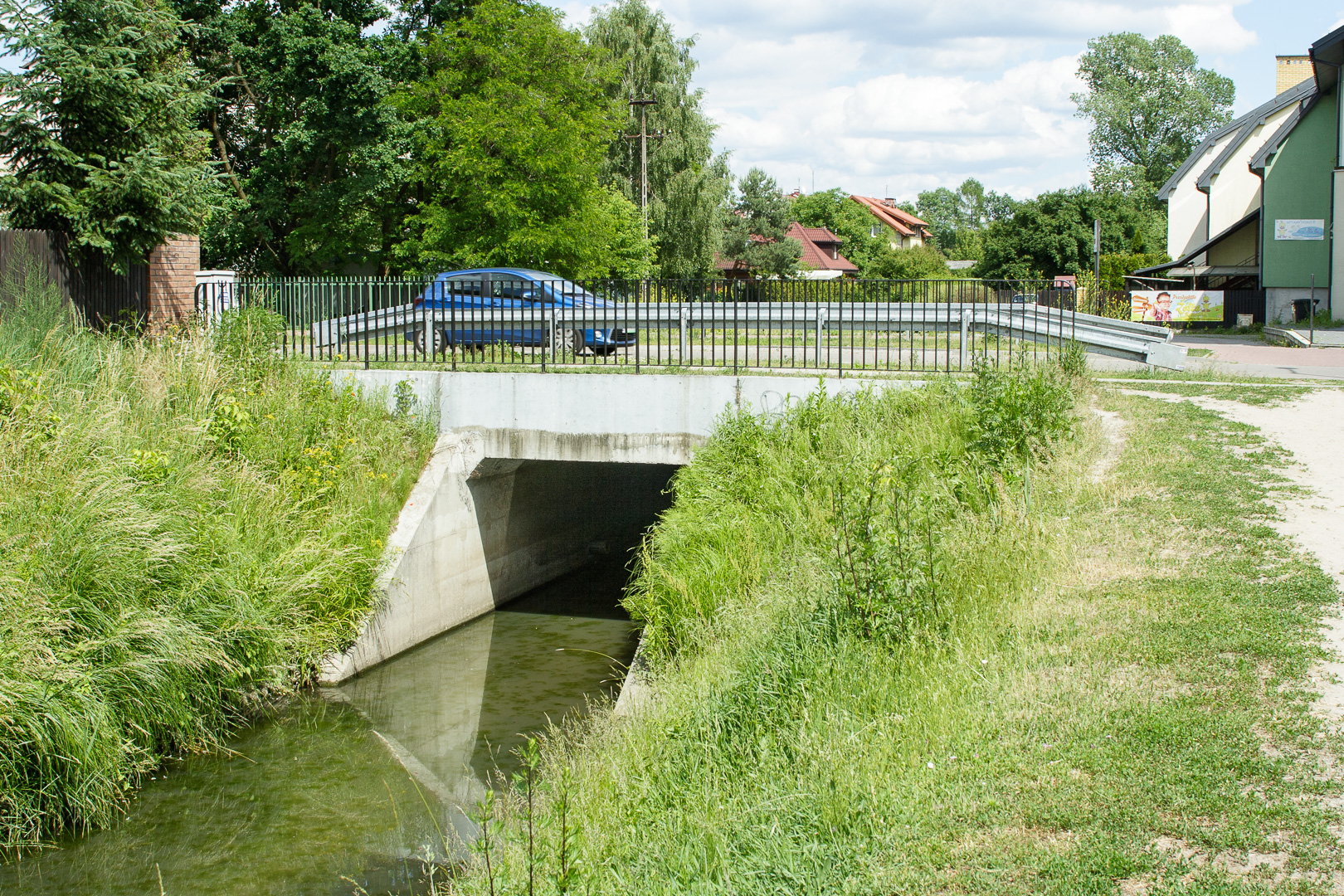
Kanał Wawerski - przepust pod ulicą Diamentową w Starej Miłośnie.

Ciąg wodny obejmujący końcowy odcinek współczesnego Kanału Wawerskiego, Kanał Gocławski, Jeziorko Gocławskie istniał już dużo wcześniej jako Struga Drojowska, zaznaczona na planie Hennequina z 1779 r (chociaż nie podpisana tą nazwą).
Również na późniejszych mapach na jego przebiegu widać kanały lub rowy oraz naturalne cieki i zbiorniki wodne.
Na niemieckiej mapie z 1803 roku naniesiony jest też nieprzerwany ciek wodny rozpoczynający się między Janówkiem a Miłosną w pobliżu obecnej granicy Warszawy, płynący dalej przez Kaczy Dół (czyli dzisiejsze Międzylesie), Zastów, Gocław i uchodzący do Wisły. W rejonie Gocławia bardzo szeroki.

### Kanał Kamionkowsko - Wawerski

#### Spółka Wodna Obwodu Wawerskiego
25 sierpnia 1924 roku ośmiuset właścicieli zabagnionych gruntów założyło spółkę o nazwie Spółka Wodna Obwodu Wawerskiego. Miała ona zajmować się odwodnieniem Niziny Wawerskiej na następujących obszarach:
- Wielka Warszawa - Park Skaryszewski, wystawowy, przyległe boiska, Kamionek, Gocław, Kozia Górka, Grochów i tereny przyległe (1000 ha)
- okolice Warszawy - Kawęczyn, Gocławek, Zastów, Anin, Miłosna, Zerżno, Zagość i tereny przyległe (7000 ha)

Zaplanowano utworzenie systemu kanałów i rowów, w tym głównego zbiorowego kanału odpływowego o nazwie Kanał Kamionkowsko-Wawerski kierującego wodę z tych terenów do Jeziorka Kamionkowskiego. Dalej wodę chciano skierować kanałem betonowym pod ulicą Zieleniecką do Wisły.

#### Przebieg kanału
Długość kanału miała wynosić 19 km. Początek znajdował się pod wsią Majdan przy szosie Lubelskiej, a nie w Halinowie jak w przypadku współczesnego Kanału Wawerskiego+. Od obecnej warszawskiej dzielnicy Wesoła tuż przy granicy miasta aż do miejsca oddzielenia współczesnego Kanału Nowa Ulga i ujścia Kanału Kawęczyńskiego przy obecnej ulicy Ostrobramskiej przebieg kanału był podobny do obecnego Kanału Wawerskiego. Dalej miał być przeprowadzony aż do jeziorek Gocławskiego i Kamionkowskiego. Tutaj jednak na początkowym i końcowym odcinku bliżej krawędzi tarasu zalewowego niż obecnie istniejące kanały Gocławski i Wystawowy, czyli odpowiednio bardziej na północ i wschód+.

#### Postęp prac
Najpóźniej do 1928 roku wykonano już 6 km kanału, licząc od ujścia, czyli aż do Gocławka (ponad 5 km na terenie miasta do 1938 roku). Nie później niż od 1938 roku kanał zbierał już wody spływające od strony Miłosny i Kawęczyna.

#### Dopływy
Najpóźniej do 1928 roku zaplanowano lub rozpoczęto również budowę tzw. kanałów głównych będących dopływami Kanału Kamionkowsko-Wawerskiego - kanału z Koziej Górki Grochowskiej oraz Kanału Kawęczyńskiego z dopływami.
Przewidywano również doprowadzenie kanałów z okolic Zerżna, Zagościa i Żurawki. Ten ostatni kanał o nazwie Rów Żurawski miał biec z tego kierunku co współczesny początkowy odcinek Kanału Wawerskiego. Natomiast początek Kanału Kamionkowsko - Wawerskiego z tego kierunku co współczesny Dopływ z Izabeli (dopływ Kanału Wawerskiego)++. Obecnie istnieją cieki o nazwach Rów Zerzeński oraz Kanał Zagoździański. Pierwszy uchodzi do Kanału Wawerskiego, drugi do odprowadzającego z niego wodę zbudowanego po wojnie Kanału Nowe Ujście.

#### Kanały ulgi i Nowe Ujście
Na Gocławiu w pobliżu Saskiej Kępy wybudowano kanał ulgi. Był on głównym ujściem Kanału Kawęczyńsko-Wawerskiego do Wisły. Kanał ten obecnie nie istnieje.
W celu skrócenia drogi ujścia wody z Kanału Kamionkowsko-Wawerskiego do Wisły (odciążenia Jeziorka Kamionkowskiego) zbudowano później nowy kanał ulgi wraz ze stacją pomp we wsi Las – Bluszcze (jeszcze w okresie międzywojennym).
Już po II wojnie światowej powstał Kanał Nowe Ujście, odprowadzający wodę do łachy Stara Wisła uchodzącej do Wisły.

#### Wykopaliska historyczne
Przy okazji prac melioracyjnych i drogowych prowadzonych na początku XX wieku na polach Wawra i Zastowa wydobyto kości ludzkie oraz szczątki umundurowania i oporządzenia żołnierzy powstania listopadowego z 1831 r. Złożono je pod postawionym z tej okazji krzyżem powstańczym.